# ナンダカ教誡経
『ナンダカ教誡経』（ナンダカきょうかいきょう、巴: Nandakovāda-sutta, ナンダコーヴァーダ・スッタ）とは、パーリ仏典経蔵中部に収録されている第146経。『教難陀迦経』（きょうなんだかきょう）とも。
比丘ナンダカ（難陀迦）が、比丘尼たちに仏法を説く。

## 構成

### 登場人物
- 釈迦
- アーナンダ
- ナンダカ（難陀迦）

### 場面設定
満月の布薩に近づいたある時、釈迦はサーヴァッティー（舎衛城）のアナータピンディカ園（祇園精舎）に滞在していた。
そこにマハーパジャーパティが500人の比丘尼と共に訪れ、仏法を問いてくれるように請う。
当時、比丘たちは交代で比丘尼たちに説法をしていたが、釈迦がアーナンダに現在の担当を問うと、アーナンダは現在の担当はナンダカ（難陀迦）だが、彼はそれをしたがらないと言う。釈迦はナンダカに説法するよう指示し、ナンダカは了承する。
翌14日、そして翌15日と、ナンダカは托鉢・食事を終えた後、比丘尼たちと問答形式で六処・無常に関する仏法を説いていく。
釈迦が比丘たちに、比丘尼たちが預流果に至ったことを告げると、比丘たちは歓喜する。

## 日本語訳
- 『南伝大蔵経・経蔵・中部経典4』（第11巻下） 大蔵出版
- 『パーリ仏典 中部（マッジマニカーヤ）後分五十経篇II』 片山一良訳 大蔵出版
- 『原始仏典 中部経典4』（第7巻） 中村元監修 春秋社